# 電影、報刊及物品管理辦事處
電影、報刊及物品管理辦事處（簡稱「電影報刊辦」，縮寫：OFNAA）為香港特別行政區政府商務及經濟發展局轄下的通訊事務管理局辦公室子部門，專門負責管理有關電影評級、管制淫褻及不雅物品和報刊註冊。是因應通訊事務管理局和該機關部門於2012年4月1日設立，也就是影視及娛樂事務管理處解散後日期。

## 職責
電影、報刊及物品管理辦事處分為「報刊及物品管理科」及「電影科」兩個部門。

### 報刊及物品管理科
主要職務包括規管和執行《本地報刊註冊條例》（第268章） 和《淫褻及不雅物品管制條例》（第390章），去監察各大零售商舖在市面流通產品，把受懷疑物品交予淫褻物品審裁處評定類別，一方面容許成年人有閱覽各類資訊的自由，另方面透過管制，防止青少年接觸不雅物品，從而保障他們的身心健康。

### 電影科
主要職務包括處理各項娛樂牌照的簽發等手續，巡查市面上的影視及零售店，以監察淫褻及不雅物品的發布情況，並協助淫褻物品審裁處工作。娛樂事務管理科亦協助推動香港電影業發展，並負責執行在香港上映電影的評級工作。

### 其他工作
電影、報刊及物品管理辦事處除了是法例的執行者以外，亦負起宣傳和教育的工作。他們會派員到學校舉辦講座，向學生解釋法例。

## 隸屬
- ：2012年4月1日－

## 歷任首長
電影、報刊及物品管理辦事處由商務及經濟發展局轄下通訊事務管理局辦公室管理，在處理相關職能時，通訊事務總監會被稱為電影、報刊及物品管理專員，而該辦公室的一位副總監和助理總監則會被稱為電影、報刊及物品管理副專員及電影、報刊及物品管理助理專員。

### 電影、報刊及物品管理專員（通訊事務總監）
- 劉明光（2012年4月1日－2017年8月8日）
- 王天予（2017年8月8日－2019年5月14日）
- 梁仲賢（2019年7月8日－）

## 外部連結
- 香港特別行政區 電影、報刊及物品管理辦事處 （页面存档备份，存于）